# Berthold Bing

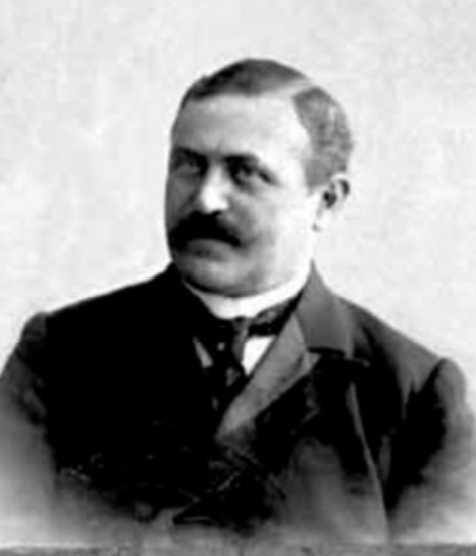
Berthold Bing

Berthold Bing (* 16. Juni 1847 in Scheinfeld; † 12. Oktober 1915 in Nürnberg) war ein deutscher Politiker, Hopfenhändler und Kommerzienrat.

## Leben

### Herkunft
Bing war der Sohn des Kaufmanns Bernhard Bing (1822–1866) und dessen Ehefrau Caroline Bing (geb. Heim) (1821–1901). Bing hatte zwei Geschwister; Albert und Hermann.

### Karriere
Bing verbrachte bis 1877 seine Lehrjahre in Straßburg und Paris, wo er die französische Sprache und Lebensart perfekt lernte und lebenslang beibehielt. Nach seiner Rückkehr erhielt Bing das Nürnberger Bürgerrecht. 1866 wurde er nach dem Tode seines Vaters, mit seiner Mutter, Eigentümer der Hopfenhandelsfirma Bernhard Bing. Er brachte das Unternehmen zusammen mit seinen jüngeren Brüdern in kurzer Zeit zu großem Erfolg. Unter anderem wurden in Saaz und New York City Niederlassungen eröffnet.
Im Jahre 1892 wurde Bing als Vertreter des aufstrebenden jüdischen Bürgertums Mitglied der Mittelfränkischen Handelskammer und des Handelsvorstands in Nürnberg. Seit 1906 wirkte er als Mitglied des bayerischen Landeseisenbahnrates und von 1902 bis 1914 als Angehöriger des Nürnberger Magistratsrates. Bing war ein Förderer des Ingenieurs Rudolf Diesel und trug zu einem großen Teil zu der Erfindung des Dieselmotors bei, da er Diesel z. B. die richtigen Kontakte und den Verkauf seiner Patente vermittelte. 1898 war er einer der Gründungsmitglieder der Allgemeinen Gesellschaft für Diesel-Motoren. Später wurde er auch Vorstandsmitglied der Nürnberger Produktionsbörse. Bing setzte sich sehr für den Bau des Ludwigskanals und der städtischen Gasanstalt ein. Er engagierte sich in der Freimaurer- und Old-Fellow-Loge. 1910 wurde er Kommerzienrat.
In den letzten Monaten seines Lebens engagierte er sich trotz schwerer Krankheit für die Lebensmittelversorgung der Nürnberger Bevölkerung im ersten Kriegsjahr.

### Familie
Bing heiratete Hermine Bachmann, Tochter des Textilfabrikanten Samuel Bachmann, und bekam mit ihr drei Kinder;
- Bernhard Hugo (1875–1951)
- Rudolf (1876–1962), Anwalt
- Anna Loewengart (1877–1955)

## Auszeichnungen
- Ritter IV. Klasse des Verdienstordens vom Heiligen Michael
- Ritterkreuz I. Klasse des Königlich Schwedischen Wasa-Ordens.